# Eberhard Streul
Eberhard Streul (* 29. Oktober 1941 in Radebeul) ist ein deutscher Dramaturg und Regisseur, Librettist sowie Redakteur.

## Leben
Streul studierte bis 1966 an der Theaterhochschule Leipzig Theaterwissenschaft und an der Karl-Marx-Universität Leipzig Musikwissenschaft.
In der Saison 1966/67 arbeitete er als Regisseur und Dramaturg an den Landesbühnen Sachsen in Radebeul, ging von 1967 bis 1969 als Regieassistent an die Staatsoper unter den Linden in Berlin, kehrte für zwei Jahre nach Radebeul zurück, um dann von 1971 bis 1977 als Regisseur und Dramaturg erneut in Berlin an der Staatsoper unter den Linden zu wirken.
Im Jahr 1977 siedelte er in die Bundesrepublik Deutschland über, wo er bis 1981 in Essen am Theater engagiert war. Von da wechselte er an das Nationaltheater Mannheim. Für das 1983 zusammen mit Franz Wittenbrink inszenierte Stück Die Leiche im Sack erhielten beide den Günter-Neumann-Preis. 
Ab 1982 lehrte Streul Dramaturgie an der Staatlichen Hochschule für Musik Heidelberg-Mannheim, erst im Lehrauftrag, ab 1986 im Rahmen einer Professur. Von 1985 bis 2005 war er zudem Redakteur beim Fernsehen des Süddeutschen Rundfunks Stuttgart, ab 1989 künstlerischer Leiter der Musikbühne Mannheim. Seine Stücke wurden in zwölf Sprachen übersetzt.

## Werke (Auswahl)
- Papageno spielt auf der Zauberflöte. Eine musikalische Unterhaltung für Kinder von 5 bis 10 Jahren nach W. A. Mozart, UA 1979, Musikverlag Schott.
- Das Geheimnis der Wolfsschlucht. Eine Geschichte mit Musik für Kinder von 8 bis 13 Jahren nach C. M. von Weber, mit Richard Vardigans (musikalische Bearbeitung), UA 1982, Musikverlag Schott.
- Die Leiche im Sack. Operngrusical mit Franz Wittenbrink (musikalische Bearbeitung), UA 1983, Musikverlag Schott, Günter-Neumann-Preis Berlin.
- Die Sternstunde des Josef Bieder. Revue für einen Theaterrequisiteur, UA 1984, Neufassung mit Otto Schenk, Musikverlag Schott 1992, Bayerischer Fernsehpreis.
- Stunde bei Aloysia. Monolog für zwei Sängerinnen, UA 1991, Musikverlag Schott.
- Dornröschen. Familienmusical, mit Frank Steuerwald (Komponist), UA 1996, Musikverlag Schott.
- Die kleine Meerjungfrau. Familienmusical, mit Frank Steuerwald (Komponist), UA 1999, Musikverlag Bärenreiter/Alcor.
- Die Welt auf dem Monde. Musiktheater für Kinder nach Joseph Haydn, mit Markus Karch (musikalische Bearbeitung), UA 2002, Musikverlag Bärenreiter/Alcor.
- Spuk im Händelhaus.Zauberoper für Kinder und Erwachsene nach G. F. Händel, mit Andrea Csollani (musikalische Bearbeitung), UA 2003, Musikverlag Bärenreiter/Alcor.
- Aschenputtel oder Rossini kocht eine Oper. Kinderoper nach G. Rossini, mit Jürgen Weisser (musikalische Bearbeitung), UA 2004, Musikverlag Bärenreiter/Alcor.
- Die verlorene Melodie. Orchestermärchen, mit Andreas N. Tarkmann (Komponist), UA 2008, Musikverlag Bärenreiter/Alcor, Echo-Klassik 2013.
- Schicksalsakkord. Schauspiel mit Musik, UA 2011, Musikverlag Schott.
- Das Mondklavier. Orchestermärchen, mit Andreas N. Tarkmann (Komponist), UA 2012, Musikverlag Bärenreiter/Alcor.